# Джибути на летних Олимпийских играх 1996
Джибути принимала участие в Летних Олимпийских играх 1996 года в Атланте (США) в четвёртый за свою историю, но не завоевала ни одной медали. Страну представляли 5 спортсменов, принимавших участие в соревнованиях по лёгкой атлетике и парусному спорту.

## Лёгкая атлетика
Спортсменов — 3
Мужчины
| Спортсмен   | Вид     | Забег     | Забег | Полуфинал | Полуфинал | Финал          | Финал     |
| Спортсмен   | Вид     | Результат | Место | Результат | Место     | Результат      | Место     |
| ----------- | ------- | --------- | ----- | --------- | --------- | -------------- | --------- |
| Али Ибрахим | 1500 м  | 3.46,62   | 10    | Не прошёл | Не прошёл | Не прошёл      | Не прошёл |
| Ахмед Салах | Марафон |           |       |           |           | 2:20.33        | 42        |
| Омар Мусса  | Марафон |           |       |           |           | не финишировал | -         |

## Парусный спорт
Спортсменов — 2
Мужчины
| Класс    | Спортсмен      | Гонка | Гонка | Гонка | Гонка | Гонка | Гонка | Гонка | Гонка | Гонка | Гонка | Гонка | Результат | Место |
| Класс    | Спортсмен      | 1     | 2     | 3     | 4     | 5     | 6     | 7     | 8     | 9     | 10    | 11    | Результат | Место |
| -------- | -------------- | ----- | ----- | ----- | ----- | ----- | ----- | ----- | ----- | ----- | ----- | ----- | --------- | ----- |
| Лазер    | Мохамед Юсуф   | 53    | 48    | 56    | dnf   | dnf   | dns   | 51    | 50    | 56    | 53    | 45    | 468       | 55    |
| Мистраль | Роблех Али Аду | dnf   | 45    | 45    | 39    | dnf   | dns   | pms   | 44    | 45    | -     | -     | 312       | 46    |